# Johann Christoph Freyeisen
Johann Christoph Freyeisen, auch Johann Christoph Freieisen, (* 1. März 1803 in Frankfurt-Sachsenhausen; † 24. April 1849 Frankfurt am Main) war ein deutscher Publizist, Musikschriftsteller und Librettist.
Der Sohn eines Weingärtners begann ein Medizinstudium in Heidelberg. Während seines Studiums wurde er 1822 Mitglied der Alten Heidelberger Burschenschaft. Er brach sein Studium jedoch 1827 ab, um 1830 Musikkritiker zu werden. Mit Wilhelm Sauerwein gab er in Hanau die Zeitschrift „Proteus“ heraus. Er schrieb auch für die Zeitschrift „Deutsche Volkshalle“ des Herausgebers Friedrich Funck. 1832 gab er die Schrift „Die Republik“ heraus, in der er radikal gegen die Fürsten und die Regierenden Stellung bezog. Dafür wurde er ein Jahr später verhaftet, kam aber wieder frei und flüchtete in die Schweiz, wo er in Bern als Musiklehrer arbeitete. Er ist im Schwarzen Buch der Frankfurter Bundeszentralbehörde (Eintrag Nr. 461) festgehalten: „Freyeisen, Johann Christoph, Literat in Frankfurt, Verbreitung revolutionärer Schriften, flieht in die Schweiz, seit 27.1.1835 steckbrieflich verfolgt“. 1848 kam er wieder in die Heimat zurück, starb jedoch schon ein Jahr darauf.